# Aleksandr Kemurdzhián
Aleksandr Leónovich Kemurdzhián (en armenio: Ալեքսանդր Լեոնի Քեմուրջյան; Vladikavkaz, 4 de octubre de 1921 - San Petersburgo, 25 de febrero de 2003) fue un científico soviético de origen armenio, pionero en el programa de vuelos espaciales de la Unión Soviética. Como diseñador en jefe del departamento de diseño Lavochkin, diseñó el primer astromóvil para explorar otro mundo, el vehículo Lunojod soviético.
Después del accidente de Chernóbil, los oficiales soviéticos pidieron consejo a Kemurdzhián, que ya conocía el uso de vehículos a control remoto para explorar y realizar trabajos en áreas inseguras.
Antes de su muerte, Kemurdzhián viajó a los Estados Unidos para visitar a los ingenieros del JPL y comparar ideas de los astromóviles planetarios no tripulados.
El programa Lunojod, y específicamente el trabajo que realizó Kemurdzhián en él, fue el tema del documental "Tank on the Moon" del cineasta francés Jean Afanassieff. El documental fue premiado en los Estados Unidos en el canal Science el 12 de febrero de 2008.

## Citas
Todo el mundo es capaz de hacer cosas extraordinarias, cada uno a su manera. Algunos son perfectamente felices haciendo cosas simples de buen humor; otros, sin embargo, se concentran en los detalles. Somos todos diferentes, y no importa realmente si te centras en viajes espaciales o trabajas en el campo. Lo que importa es hacer lo que verdaderamente quieres.
Aleksandr Kemurdzhián